# Kiseijū
Kiseijū (яп. 寄生獣, англ. «Parasyte», неоф. укр. Паразит) — манґа у жанрі наукової фантастики з елементами жаху автора та ілюстратора Хітоші Іваакі, яка публікувалася в журналі Afternoon видавництва Kodansha у 1990—1995 роках. Манґа опублікована в Північній Америці у Tokyopop, Del Rey і Kodansha Comics USA. Кіноадаптація з двох фільмів в Японії з'явилася у 2014 і 2015 роках. У 2015 році відбулася трансляція аніме-серіалу за сюжетом манґи.

## Сюжет
Сюжет Parasyte розгортається навколо 17-річного підлітка на ім'я Шінічі Ідзумі, який живе зі своєю матір'ю і батьком в тихому районі Токіо. Одного разу вночі червоподібні істоти, так звані Паразити, з'являються на Землі, беручи під контроль мозок людей-господарів, ввівши свої щупальця через вуха чи ніс. Один паразит намагається заповзти у вухо Шінічі, поки він спить, але йому не вдається, тому що Шінічі носить навушники і тому входить в його тіло, ховаючись у його руці замість цього. В японській версії він контролює праву руку і названий Мігі (яп. ミギー) від японського слова «правий» (яп. ミ ギー); версія Tokyopop, в якому зображення перевернуте горизонтально, паразит контролює ліву руку і називається лівшею.
Оскільки Шінічі був в змозі запобігти Правиці взяти під контроль мозок, як людина, він зберіг свій окремий інтелект і особистість. Хлопець і паразит створюють дует і міцний зв'язок, працюючи разом, щоб вижити, що при зустрічі інших паразитів викликає в останніх здивованість. Це дає парочці перевагу в боротьбі проти інших ворогів, які часто нападають на них через усвідомлення того, що людський мозок Шінічі, як і раніше, функціонує без змін. Шінічі відчуває себе зобов'язаним боротися з паразитами, які пожирають людей як їжу, в той час як Мігі потрібен перший для існування.

## Персонажі
- Шінічі Ідзумі (яп. 泉 新一)

Центральний чоловічий персонаж. Старшокласник, чия рука була заражена паразитом, його він назвав Правицею. Закоханий у найкращу подругу Сатомі Мурано.
У манзі Шінічі — хлопець середнього зросту маленької статури, з коротким чорним волоссям і чорними очима. В аніме волосся й очі у нього карі, він носить спочатку великі квадратні окуляри, одягнений найчастіше у шкільну форму, що складається з білої сорочки і синього піджаку, в той час як в манзі він носить чорний гакуран, японську шкільну форму старого стилю з білою сорочкою під ним. Має тенденцію носити футболки з дивними словами, написаними на них. Наприклад, коли він вперше зустрічає Мігі, у нього футболка з написом «Misery Confusion», що повторюється протягом манги.
Після 12 глави манги або ж 5 епізоду аніме Ідзумі залишається зі шрамом у центрі грудної клітини та спини. Він стає більш м'язистим, в аніме знімає окуляри, тому що більше не потребує їх. Після 17 глави манги (епізод 6 аніме) Шінічі починає зростати характером, стверджуючи, що йому подобається новий вид, тому що так він «виглядає збалансованішим». Це символізує, що він більше не є простою людиною, мається на увазі, що хлопець знайшов внутрішній спокій і психічний баланс.
Спочатку Шінічі — думаюча і приємна людина, який вважається трохи занудним. Все змінюється після інциденту, коли його мати вбили, що призвело до його різкої зміни розумово та фізично. З розвитком сюжету Шінічі стає дещо далеким і несимпатичним, але також отримує стійкість. Його зв'язок з Мігі стає сильнішим, іноді він починає думати, як паразит (наприклад, як він описав тіло мертвого пса, описавши його як «шматок собачоподібного м'яса»). Старшокласник також втрачає здатність співпереживати іншим і навіть здібність плакати. Тим не менше, хлопець також отримує значну рішучість, швидкість і колосальну фізичну силу, готовий ризикувати своїм життям, щоб захистити друзів, родину і суспільство від паразитів. Після того, як Мігі врятував Ідзумі від смерті, Шінічі розвивав власні надлюдські здібності, оскільки має у своїй ДНК 30 % генів від Мігі. Шінічі може чути, бачити та відчувати краще, ніж нормальні люди. Подальший розвиток відображається в епізоді 12, де хлопець був здатний вирвати серце ворога, а лівою рукою пробити паразитом стіну.
- Міґі (яп. ミギー) або Правиця

Центральний персонаж аніме та манґи. Правиця — ім'я, дане паразиту, що заразив праву руку Шінічі. Мігі не схожий на більшість інших паразитів у серіалі, у нього відсутнє бажання їсти інших людей через те, що не контролює мозок господаря, це також дозволило Шінічі зберегти свою індивідуальність. Будучи двома самостійними особами, Мігі та Шінічі утворили дует, що дав обом перевагу в більшості боїв, дозволив їм вчитися один у одного, щоб стати кращими. Мігі показаний, як тактичний боєць, у бою він прагне виміряти силу противника та може бути нещадним. Як і більшість паразитів, він здатний перетворюватися на зброю, щоб боротися з іншими паразитами, і не відчуває ніяких емоцій чи каяття у вбивстві власних сородичів.
Мігі може змінювати власну форму залежно від ситуації і, таким чином, він не має певного зовнішнього вигляду. Він здатний спілкуватися з людиною, має очі і рот. Більшість паразитів обмежуються можливістю мутувати окрему область в організмі, але Правиця є винятком, оскільки він не брав під контроль мозок свого господаря. Мігі може затвердіти своє тіло і стати м'язистим. Це робить Шінічі дійсно сильним, він у змозі кинути камінь настільки і з дуже великою швидкістю, що навіть проникає через тіло паразита.
Оскільки Мігі є паразитом, він не розуміє людські емоції і не здатний відчувати, крім інстинкту самозбереження. Його основна мета — зберегти себе та тіло господаря в живих, навіть якщо це означає вбивство собі подібних. Мігі часто думає про Шінічі, як загрозу, тому що той завжди потрапляє в бої, щоб врятувати інших, він погрожував відрізати руки і ноги Шінічі, щоб зупинити його від небезпеки і намагатиметься вбити його друзів, якщо вони дізнаються про нього. З розвитком сюжету видно, що Правиця стає більш людянішим, іноді показуючи повагу до інших і зацікавленість до речей, в той час як Шінічі стає схожим на свого паразита.
- Сатомі Мурано (яп. 村野 里美)

Центральний жіночий персонаж. Найкраща подруга Шінічі та його дівчина. Шінічі і Сатомі розвивають романтичні стосунки з розвитком сюжету, але їх коханню один до одного, з одного боку, заважає страх Ідзумі про його власну жахливу природу, з іншого — боязнь Сатомі дивної поведінки Шінічі і його різкі перепади настрою, які є результатом випробувань і негараздів у житті. До кінця історії вона не має жодного найменшого уявлення про Мігі, поки близькість смерті дівчини не змусило хлопця використати свої таємні здібності.
В аніме Сатомі має коротке волосся темно-бордового кольору, зв'язане в передній частині, та карі очі. В манзі у неї коротке темне волосся з чубчиком спереду.
Сатомі в аніме і манзі зображена, як молода дівчина-оптимістка середнього зросту. Інтерес до Шінічі в неї присутній на початку сюжету, вона закохана в нього через що її дражнять друзі. Зміни в характері Шінічі дівчина описує як «круто», хоча і побоюється цього.
Показано, що молода Сатомі познайомилася з Шінічі, підійшовши до нього під час оголошення результатів зі вступних іспитів середньої школи, після того, як він дізнався, що був прийнятий.
- Кана Кімісіма (яп. 君嶋 加奈)

Один із основних жіночих персонажів. Типова неслухняна «погана дівчинка», в якої з'являється романтичні почуття до Шінічі. Має чорне волосся трохи нижче плечей і часто носить пару рожевих шумозахисних навушників у громадських місцях. Одягнена у коричневий плащ і чорні легінси.
Заздрить Сатомі через її почуття до Ідзумі. Загалом у неї спокійне і безтурботне обличчя, за винятком, коли знаходиться поряд з Шінічі. Була пов'язана з бандою Міцуо. Не так багато відомо про цю частину її життя, але вона знайома з Міцуо протягом тривалого часу.
Після протистояння між Міцуо і Шінічі обрала останнього, до якого в неї з'явилися почуття — спочатку проста зацікавленість, пізніше кохання (аж до того, що він став з'являтися їй у снах). Дівчина почала таємно шпигувати за хлопцем і з'являтися спорадично у його житті.
Вона зацікавилася Шінічі через свою чутливість, тому що змогла відчути в ньому щось «незвичайне» на відміну від інших людей. Насправді Кана має незрозумілу психічну здатність відчувати паразитів. Тим не менше, її відчуття не так добре налаштовані, як у самих паразитів, вона не може чітко сказати, коли відчуває присутність Шінічі чи звичайних паразитів, через що опиняється у великій небезпеці. Ця здатність в кінцевому рахунку призводить до її смерті, коли вона довідалася про паразитів і справжню суть Ідзумі. Вона померла на руках Шінічі.
- Рейко Тамура (яп. 田村 玲子)

Ім'я паразита, який інфікував Рьоко Тамію (яп. 田宮良子, одну з вчителів старшої школи Шінічі. Тридцятирічна Рейко має наукові нахили та проявляє інтерес до біології, походження і призначення паразитів. Рейко виявляє, що вагітна жінка, яку бере під контроль паразит, буде носити нормальну людську дитину, і що паразити не мають жодних очевидних здібностей до репродукції. Рейко більш логічна і розумна, ніж багато інших паразитів, і дозволяє Шінічі жити безперешкодно значною мірою тому, що вона знаходить його цікавою аномалією, гідною вивчення.
Коли мати Рьоко дізнається, що її дочка отримала догану, вона пішла прямо додому Рейко, щоб побачити, чи все в неї гаразд. Потім вона розуміє, що з Рейко шось не так, вирішує покликати на допомогу поліцію через телефон, але Рейко перетворюється і обезголовлює її.
Рейко народжує дитину, зрадивши своїх колег-паразитів і вбивши декількох з них, пізніше поліція жорстоко вбиває її. Дитина виживає через її рішення не боротися проти поліції.
- Міцуо (яп. ミツオ)

Другорядний чоловічий персонаж. 18-річний Міцуо спочатку показаний, як б'ючий одного з друзів Шінічі, Нагаю. Шінічі намагався врятувати свого друга, але був побитий Міцуо і врятований Каною, яка сказала зупинитися. Міцуо дав Шінічі прізвисько «позер» за те, щоб той діє як герой, він знаходить Шінічі, коли той іде з Мурано і викрадає її, залякуючи Ідзумі. Проте його разом з друзями атакує група студентів вищих навчальних закладів, які дружили з Нагаєю.
Під час наступної сутички Шінічі пройшов стадію мутації та став сильніше через Мігі, Міцуо акуратно здоланий. Останній починає розуміти, що Кана має почуття до Шінічі і переслідує Кану, кажучи, що не хоче бачити її з Ідзумі. Після смерті Кани Міцуо засмучений і розсерджений, бо той не зміг захистити Кімісіму. Під час бійки Шінічі брутально збиває противника з ніг.

## Медіа

### Манґа
Parasyte розпочав серіалізацію в Японії у журналі Morning Open Special (~ Zōkan) з 1988 р. і продовжив в Afternoon у 1990 р. Складається з десяти танкобонів видавництва Kodansha, пізніше перевиданий у восьми кандзенбанах. Ліцензований для перекладу англійською і північноамериканського поширення Tokyopop, яке опублікувало серію з 12 томів. Манга Tokyopop англійською мовою вийшла з друку 2 травня 2005 р. Del Rey Manga пізніше придбала права на серію, опублікував вісім томів після виходу кандзенбана. Kodansha Comics USA пізніше перевидало томи в Північній Америці між 2011 і 2012 рр.

### Фільм
За адаптацію голлівудського фільму в роботах 2005 р. відповідальні Jim Henson Studios і Дон Мерфі. Parasyte буде адаптований у двох частинах японського фільму студією Toho і режисером Такаші Ямадзакі. Перша частина була випущена в листопаді 2014 р., друга вийде в квітні 2015-го.

### Аніме
Аніме-серіал студії Madhouse під назвою Parasyte -the maxim- (яп. 寄生獣 セイの格率) розпочав трансляцію в Японії на NTV 8 жовтня 2014 р.
Animax Asia показує шоу у Південно-східній і Південній Азії, Crunchyroll — у Північній Америці, Європі, Австралії, Новій Зеландії, Південній Африці, Латинській Америці, на Близькому Сході і в Північній Африці.
Опенінг «Let Me Hear» виконує Fear, and loathing in Las Vegas., ендінг «It's the Right Time» — Даічі Міура.

## Критика
Серія отримала 1993 року Kodansha Manga Award для загальної манґи, 1996 року —премію Сейун за найкращу манґу року.
За опитуванням 2007 року, проведеним міністерством культури Японії, займає 12-е місце серед найкращих манґ усіх часів.
Фільм Parasyte: Частина 1 зібрав 800 млн ієн в японському прокаті.